# Ashleigh Murray
Ashleigh Monique Murray (* 18. ledna 1987, Kansas City, Missouri, USA) je americká herečka a zpěvačka. Během let 2017–2019 hrála v seriálu stanice The CW Riverdale. Stejnou roli Josie McCoy si zahrála ve spin-offu seriálu Katy Keene.

## Životopis
Murray se narodila v Kansas City v Missouri. Brzy po jejím narození se rodina přestěhovala do Oaklandu v Kalifornii, kde studovala hru na klavír, jazz a hip-hop. Po odmaturování na střední škole se přestěhovala do New Yorku, kde studovala New York Conservatory for Dramatic Arts, kde studium ukončila v roce 2009.

## Kariéra
Murray zahájila svoji hereckou kariéru v roce 2007 s krátkometrážním filmem Finding Harmony. V roce 2012 si zahrála roli Simone ve filmu Welcome to New York. V roce 2014 se objevila v díle „Resurrection“ seriálu Stoupenci zla. V roce 2016 si zahrála ve dvou dílech seriálu Znovu 20. V roce 2016 získala roli Josie McCoy, ambiciózní dívky a členky kapely Pussycat v dramatickém seriálu Riverdale. V roce 2017 si zahrála v netflixovém filmu Deidra & Laney Rob a Train. Film měl premiéru 23. ledna 2017 na Filmovém festivalu Sundance. Na netflixu byl zveřejněn 17. března 2017.
V únoru 2019 bylo oznámeno, že si zopakuje roli Josie ve spin-offu seriálu Riverdale, Katy Keene. Stanice The CW oficiálně objednala v březnu 2019.

## Filmografie

### Film
| Rok  | Název                      | Role    | Poznámky            |
| ---- | -------------------------- | ------- | ------------------- |
| 2007 | Finding Harmony            | Harmony | krátkometrážní film |
| 2012 | Welcome to New York        | Simone  | krátkometrážní film |
| 2014 | Grind                      | Dívka   |                     |
| 2017 | Deidra & Laney Rob a Train | Deidra  | TV film             |
| 2020 | Valley Girl                | Loryn   |                     |

### Televize
| Rok       | Název         | Role        | Poznámky                          |
| --------- | ------------- | ----------- | --------------------------------- |
| 2014      | Stoupenci zla | Studentka   | díl: „Resurrection“               |
| 2016      | Znovu 20      | Dívka       | 2 díly                            |
| 2017–2019 | Riverdale     | Josie McCoy | hlavní role (1.–3. řada), 39 dílů |
| 2018      | Alex, Inc.    | Melissa     | díl: „The Unfair Advantage“       |
| 2020      | Katy Keene    | Josie McCoy | hlavní role, 13 dílů              |